# Казаки II: Наполеоновские войны
«Казаки II: Наполеоновские войны» — компьютерная игра — стратегия в реальном времени, продолжение игры Казаки: Европейские войны, разработанная компанией GSC Game World и изданная компанией GSC World Publishing 4 апреля 2005 года под Windows.

## Геймплей
В игре доступны шесть наций: Франция, Англия, Пруссия, Австрия, Россия и Египет (с дополнением «Битва за Европу» также возможна игра за Польшу, Испанию и Союз Рейна). Основные режимы — это одиночная игра и мультиплеер. В отличие от предыдущей игры серии, «Казаки II» больше сосредоточены на реалистичном изображении битв. Строительству и развитию базы уделяется не такое внимание, как ранее: можно возводить конкретные здания для производства войск и их улучшений (в том числе и дома для повышения предела населения), но добыча большей части ресурсов ведётся в отдельных поселениях. Для захвата поселения необходимо перебить его охрану и подвести войска к центру. В поселениях могут производиться железо, уголь, золото и еда. Дерево и камень производят крестьяне.
Производство войск осуществляется, как и в предыдущих играх серии «Казаки». В целом доступны следующие разновидности пехоты (со своими уникальными видами у каждой страны): мушкетёры, гренадеры, егеря и сапёры. Мушкетёры являются основным видом пехоты, которая может стрелять и биться в ближнем бою. Гренадеры могут не только стрелять и биться на штыках, но также и закидывать гранатами как противника, так и здания. Егеря являются небольшим мобильным отрядом с высокой дальностью стрельбы и большой огневой мощью. Сапёры вооружены легко и возводят защитные сооружения. При достижении определенного количества юниты могут быть объединены в отряд, к которому можно прикрепить офицера, барабанщика и знаменосца для повышения боевой эффективности. Лечение проводят священники. Также у некоторых наций представлены и пехотинцы, которые дерутся только врукопашную.
Кавалерия обладает высокой мощью и мобильностью, но в то же время отличается небольшим размером отряда и высокой ценой юнита. Для большинства стран доступны легкие и тяжелые кавалеристы: уланы, конные егеря, гусары, драгуны и кирасиры. Уланы являются очень быстрыми, но уязвимыми, так как бьются только в ближнем бою. Егеря сражаются саблями и могут стрелять. Гусары атакуют картечницами с небольшого расстояния либо же бьются саблями. Драгуны вооружены карабинами и наносят большой урон, но движутся медленно. Самыми мощными являются кирасиры, которые защищены от пуль и осколков, вооружены двумя пистолетами и саблями и наносят большой урон.
Из артиллерии представлены лёгкая пушка (стреляет картечью по врагам), тяжёлая пушка (стреляет ядрами по врагам и зданиям, высокий радиус атаки) и гаубица (высокая точность и мощность, могут разрушать здания). Для ускорения передвижения могут использоваться конные передки.
На ход игры влияют следующие факторы:
- боевой дух: если он низкий, то даже полный отряд может разбежаться после одного залпа другого отряда;
- стрельба: после залпа солдатам необходимо очень долго перезаряжать винтовки, что делает их крайне уязвимыми для врага;
- усталость: если солдаты идут не по дороге, то они становятся более уязвимыми для врага;
- местность и рельеф: солдаты, находясь в лесу, лучше защищены от выстрелов противника, а с высоты могут беспрепятственно поражать противника.

## Режимы игры

### Одиночная игра
Режимы одиночной игры представлена тремя режимами: это историческая кампания, свободные сражения и «Битва за Европу». Все битвы проводятся в режиме реального времени. В исторической кампании и свободных сражениях предусмотрено строительство военных баз, как, например, в игре «Казаки: Европейские войны». В режиме «Битва за Европу» сделана ставка на масштабность и динамику сражений, поэтому строительство и развитие экономики здесь отсутствует.

### Сетевая игра
Играть могут до 8 человек. Для игры по сети необходимо использовать виртуальную частную сеть.

## Дополнение
Казаки II: Битва за Европу — игра в жанре стратегия в реальном времени, дополнение к игре Казаки II: Наполеоновские Войны, их отличием является добавление 3-х новых наций (Союз Рейна, Испания и Польша), новых кампаний и возможности играть на некоторых картах до 6 игроков, а также немного изменён баланс наций.
Разработана компанией GSC Game World и издана компанией GSC World Publishing под Windows.

## Озвучка
На русский язык игру озвучили известные украинские актёры, которые в последующем «подарят» свои голоса персонажам в сериях игр «S.T.A.L.K.E.R.» и «Metro 2033». Среди них — Андрей Подубинский, Александр Вилков, Анатолий Богуш, Анатолий Зиновенко, Владимир Терещук, Григорий Герман: эти же актёры озвучили игру на украинский язык.

## Оценки
| Сводный рейтинг    | Сводный рейтинг |
| Агрегатор          | Оценка          |
| ------------------ | --------------- |
| GameRankings       | 72,80 %         |
| Metacritic         | 73 %            |
| Иноязычные издания |                 |
| Издание            | Оценка          |
| CGW                | [ 4 ]           |
| GameSpot           | 7,9/10          |
| GameSpy            | [ 6 ]           |
| IGN                | 7,7/10          |
| Worthplaying       | 7,0/10          |

| Сводный рейтинг | Сводный рейтинг |
| Агрегатор       | Оценка          |
| --------------- | --------------- |
| GameRankings    | 68,50 %         |

Игра получила положительные отзывы. Агрегаторы GameRankings и Metacritic дали ей 73 %. Питер Сучу из GameSpy оценил игру в среднем в 2,5 балла из 5, критиковав её за сложность и ограниченные возможности для нескольких игроков. Стив Баттс из IGN сказал в своих комментариях, что «игра немного лучше, чем у оригинальные казаки, и значительно лучше, чем Александр». Джейсон Окампо из GameSpot оценил игру в 7,9 из 10, назвав её «приятной», оценив красочную графику, в то же время отметив, что наличие ошибок и вылетов мешает полноценно получить удовольствие от игры.